# Лятно
Лятно (болг. Лятно) — село в Болгарии. Находится в Шуменской области, входит в общину Каолиново. Население составляет 703 человека.

## Политическая ситуация
В местном кметстве Лятно, в состав которого входит Лятно, должность кмета (старосты) исполняет Ахмед Касим Динар (коалиция в составе 5 партий: Новое время (НВ), Демократы за сильную Болгарию (ДСБ), Национальное движение «Симеон Второй» (НДСВ), Земледельческий народный союз (ЗНС), За Каолиново, СДС) по результатам выборов правления кметства.
Кмет (мэр) общины Каолиново — Нида Намыков Ахмедов Движение за права и свободы (ДПС)) по результатам выборов в правление общины.